# Nimbougou
Nimbougou is een gemeente (commune) in de regio Sikasso in Mali. De gemeente telt 8400 inwoners (2009).
De gemeente bestaat uit de volgende plaatsen:
- Bayarabougou
- Koura
- Nimbougou
- Siranikoroba
- Sirikasso